# Primnoisis rigida
Primnoisis rigida är en korallart som beskrevs av Wright och Studer 1889. Primnoisis rigida ingår i släktet Primnoisis och familjen Isididae. Inga underarter finns listade i Catalogue of Life.